# Архиепархия Бангкока

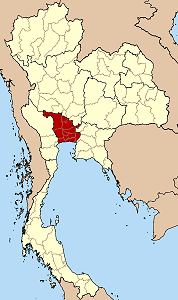
Карта архиепархии Бангкока

Архиепархия Бангкока (лат. Archidioecesis Bangkokensis) — архиепархия Римско-Католической церкви с центром в городе Бангкок, Таиланд. Архиепархия Бангкока распространяет свою юрисдикцию на территорию провинций Аюттхая, Бангкок, Накхонпатхом, Нотхабури, Патхумхани, Самутпракан, Самутсакхон, Супханбури, часть территории провинций Чаченгсау и Накхоннайок. В митрополию Бангкока входят епархии Накхонсавана, Ратбури, Сураттхани, Чантхабури, Чиангмая. Кафедральным собором архиепархии Бангкока является церковь Успения Пресвятой Девы Марии.

## История
Первые католические миссионеры из монашеских орденов иезуитов и доминиканцев прибыли в Сиам в XVI веке, но организованнее ими миссии имели временный характер. После прибытия миссионеров из Парижского общества заграничных миссий присутствие Католической церкви в Сиаме стало постоянным. 4 июня 1669 года Римский папа Климент IX издал бреве, которым присоединил территорию Сиама к апостольскому викариату Нанкина (сегодня — Архиепархия Нанкина).
В 1673 году Святой Престол учредил апостольский викариат Сиама, выделив его из апостольского викариата Нанкина.
В 1840 году в апостольский викариата Сиама был переименован в апостольский викариат Ава и Пегу и в него была включена территория упразднённой епархии Малакки. 10 сентября 1841 года Римский папа Григорий XVI издал бреве «Universi dominici gregis», которым передал часть территории апостольского викариата Ава и Пегу для образования апостольского викариата Западного Сиама (сегодня — Архиепархия Сингапура). В этот же день апостольский викариата Ава и Пегу был переименован в апостольский викариат Восточного Сиама.
24 августа 1870 года Римский папа Пий IX издал бреве «Ecclesiae universae», которым установил новые границы апостольского викариата Восточного Сиама.
4 мая 1899 года апостольский викариат Восточного Сиама передал часть своей территории для возведения нового апостольского викариата Лаоса (сегодня — Архиепархия Тхари и Нонсенга).
3 декабря 1924 года апостольский викариат Восточного Сиама был переименован в апостольский викариата Бангкока.
30 июня 1930 года, 11 мая 1944 года и 17 ноября 1959 года апостольский викариат Бангкока передал часть своей территории для образования новых миссии Sui iuris Раябури (сегодня — Епархия Ратбури), апостольского викариата Чантабури (сегодня — Епархия Чантхабури) и апостольской префектуры Ченг-Мая (сегодня — Епархия Чиангмая).
18 декабря 1965 года Римский папа Павел VI издал буллу «Qui in fastigio», которой возвёл апостольский викариат Бангкока в ранг архиепархии.
9 февраля 1967 года архиепархия Бангкока передала часть своей территории для образования новой епархии Накхон-Савана (сегодня — Епархия Накхонсавана).

## Ординарии архиепархии
- епископ Луи Лано M.E.P.[1] (4.07.1669 — 16.03.1696);
- епископ Louis Champion de Cicé M.E.P (19.01.1700 — 1.04.1727);
- епископ Jean-Jacques Tessier de Quéralay M.E.P. (1.04.1727 — 27.09.1736);
- епископ Jean de Lolière-Puycontat M.E.P. (28.08.1738 — 8.12.1755);
- епископ Pierre Brigot M.E.P. (8.12.1755 — 30.09.1776) — назначен апостольским викарием епархии Вераполи;
- епископ Olivier-Simon Le Bon M.E.P. (30.09.1776 — 27.10.1780);
- епископ Joseph-Louis Coudé M.E.P. (15.01.1782 — 8.01.1785);
- епископ Arnaud-Antoine Garnault M.E.P. (10.03.1786 — 4.03.1811);
- епископ Esprit-Marie-Joseph Florens M.E.P. (4.03.1811 — 30.03.1834);
- епископ Jean-Paul-Hilaire-Michel Courvezy M.E.P. (30.03.1834 — 10.09.1841) — назначен апостольским викарием епархии Малакки-Сингапура;
- епископ Jean-Baptiste Pallegoix M.E.P. (10.09.1841 — 18.06.1862);
- епископ Ferdinand-Aimé-Augustin-Joseph Dupond M.E.P. (9.09.1864 — 11.12.1872);
- епископ Жан-Луи Вей M.E.P. (30.07.1875 — 21.02.1909);
- епископ Рене-Мари-Жозе Перро M.E.P. (17.09.1909 — 12.07.1947);
- епископ Луи-Огюст Шорен M.E.P. (10.07.1947 — 29.04.1965);
- архиепископ Иосиф Кхиамсун Ниттайо (29.04.1965 — 18.12.1972);
- кардинал Михаил Мичаи Китбунчу (18.12.1972 — 14.05.2009);
- кардинал Франциск Ксаверий Криенгсак Ковитванит (14.05.2009 — 27.06.2024);
- архиепископ Франциск Ксаверий Вира Арпондратана (11.01.2025 — по настоящее время).

## Источник
- Annuario Pontificio, Libreria Editrice Vaticana, Città del Vaticano, 2003, ISBN 88-209-7422-3
- Бреве Cum civitas Iuthia, Bullarium pontificium Sacrae congregationis de propaganda fide, tomo I, Romae 1839, стр. 158—159  (лат.)
- Breve Universi dominici gregis, in Raffaele de Martinis, Iuris pontificii de propaganda fide. Pars prima, Tomo V, Romae 1893, стр. 283  (лат.)
- Breve Ecclesiae universae, in Pii IX Pontificis Maximi Acta. Pars prima, Vol. V, Romae 1871, стр. 229  (лат.)
- Булла Qui in fastigio Архивная копия от 2 марта 2013 на Wayback Machine  (лат.)